# Dashur

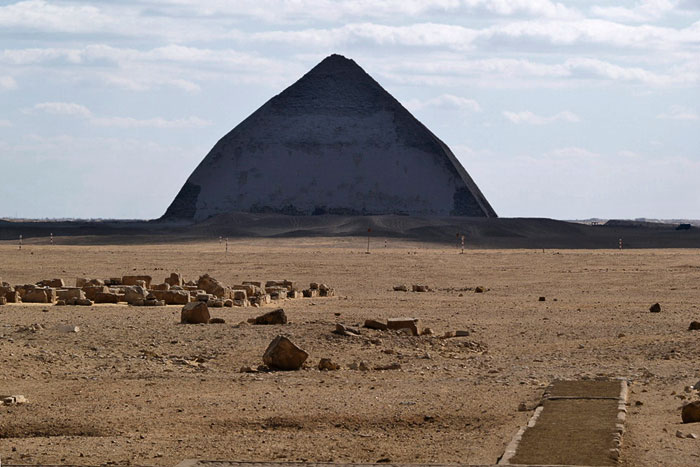
La piràmide encorbada

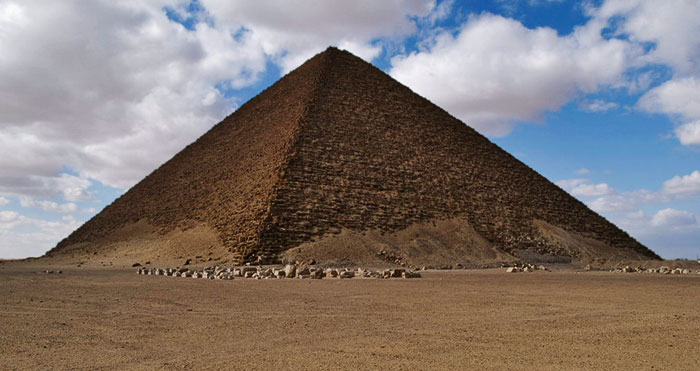
Piràmide roja

Dashur (àrab: دهشور, Dahxūr) és un llogaret d'Egipte format per Dashur i Minsat Dashur, a la rodalia dels quals hi ha construït un conjunt de piràmides. Està a uns 9 km al sud de Saqqara, a 40 km al sud del Caire, a la província de Gizeh, a l'esquerra del Nil. El seu nom egipci fou Uenet Snefru i el seu nom actual sembla que deriva del copte Tahsur o del grec Takkuris. El conjunt de piràmides ocupa una superfície d'uns 3 km².

## Piràmides
Es tracta de la piràmide roja i la piràmide encorbada, construïdes durant el regnat del faraó Snefru; la piràmide d'Amenemhat II, i la piràmide de Senusret III. També hi ha les ruïnes de la piràmide que va construir Amenemhet III (coneguda ocasionalment com a piràmide negra), que després del fracàs va fer construir el seu complex funerari a Hawara.
De vegades, la piràmide roja de Snefru, la més cèlebre de tot el conjunt, és coneguda simplement com la piràmide de Dashur.
Les piràmides de Dashur han estat catalogades per la UNESCO dins la llista del Patrimoni de la Humanitat.

## Tombes
S'han trobat diverses tombes reials, de reines, incloent-hi moltes joies. En una galeria d'una tomba del conjunt anomenat piràmide de Senuret III (o Sesostris III), es van trobar dos tresors de filles del faraó. A la vora de la piràmide negra, es va trobar una tomba intacta del faraó Hor, de la dinastia XIII, i de la princesa Nubhetepti-khered, possiblement la seva filla. Hi ha necròpolis d'oficials de l'antic regne a la zona de les piràmides. Durant la dinastia XII fou necròpolis reial.